# Bellérophon

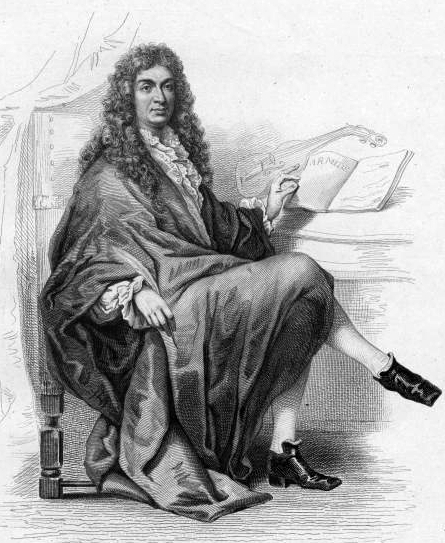
Jean-Baptiste Lully

Bellérophon är en opera (tragédie en musique) i en prolog och fem akter med musik av Jean-Baptiste Lully och libretto av Thomas Corneille  och Bernard le Bovier de Fontenelle efter Philippe Quinaults tragedi (1665).

## Historia
Lullys samarbete med Quinault fick ett abrupt slut i och med premiären av Isis 1677, vilket tvingade Lully att söka sig andra librettister. Operan hade premiär den 31 januari 1679 på Salle du Palais-Royal i Paris. Den blev en stor succé och spelades nio månader i sträck och togs upp igen flera gånger. 

## Personer
- Apollon (bas)
- Pan (baryton)
- Bacchus (tenor)
- Bellérophon (haute-contre)
- Sténobée (sopran)
- Philonoé (sopran)
- Argie (mezzosopran)
- Pallas (mezzosopran)
- Jobate (baryton)
- Amisodar (bas)
- Pythie (tenor)
- Offerprästen (bas)

## Handling
Drottning Sténobée älskar krigshjälten Bellérophon men han avvisar henne. Hon ber trollkarlen Amisodar att frambringa monstret Chimaira för att hemsöka landet som hämnd. Bellérophon får den bevingade hästen Pegasos av gudinnan Pallas för att kunna strida mot monstret. Han besegrar besten och gifter sig med Philonoé medan Sténobée begår självmord.